# Контакт-5
Контакт-5 (також Контакт-V; з елементами 4С22) — радянський комплекс динамічного захисту для танків. Розроблений НДІ Сталі в середині 1980-х років, прийнятий на озброєння радянської армії в 1986 році.
В 2018 році українська компанія «Українські передові мікротехнології ім. В. О. Хітріка» створила елементи динамічного захисту 4С20U та 4С22U, що є вітчизняними аналогами радянських елементів 4С20 та 4С22 відповідно.

## Характеристики
Забезпечує захист як від кумулятивних засобів, так і проти підкаліберних бронебійних снарядів. Кришка блоку динамічного захисту, виготовлена із товстої високоміцної сталі, при ударі в неї підкаліберного бронебійного снаряду створює потік високошвидкісних осколків, які й детонують елемент динамічного захисту. Вплив товстої кришки та пластин елементу динамічного захисту виявляється достатнім, аби зменшити бронепробивні властивості як кумулятивних засобів, так і підкаліберних бронебійних.
При встановленні на танки Т-72Б та Т-90:
- Загальна маса комплексу ДЗ — 1,5 т.
  - Загальна кількість секцій ДЗ — 26 шт.
  - Загальна кількість елементів ДЗ 4С22 — 240 шт (для Т-72Б), 252 шт. (для Т-90).
- Площа лобової проєкції танка, перекрита комплексом ДЗ:
  - при курсовому куті 0° >55 %;
  - при курсових кутах ±20°(корпус) >45 %;
  - при курсовых кутах ±35°(башта) >45 %.
- Підвищення захисту танка:
  - від кумулятивних засобів в 1,9…2,0 раз;
  - від бронебійних підкаліберних снарядів в 1,2 раз.

Вбудований динамічний захист Контакт-5 з елементами динамічного захисту 4С22 встановлюють на серійні танки Т-80У, Т-80УД, Т-72Б (починаючи з 1988 року), Т-90.

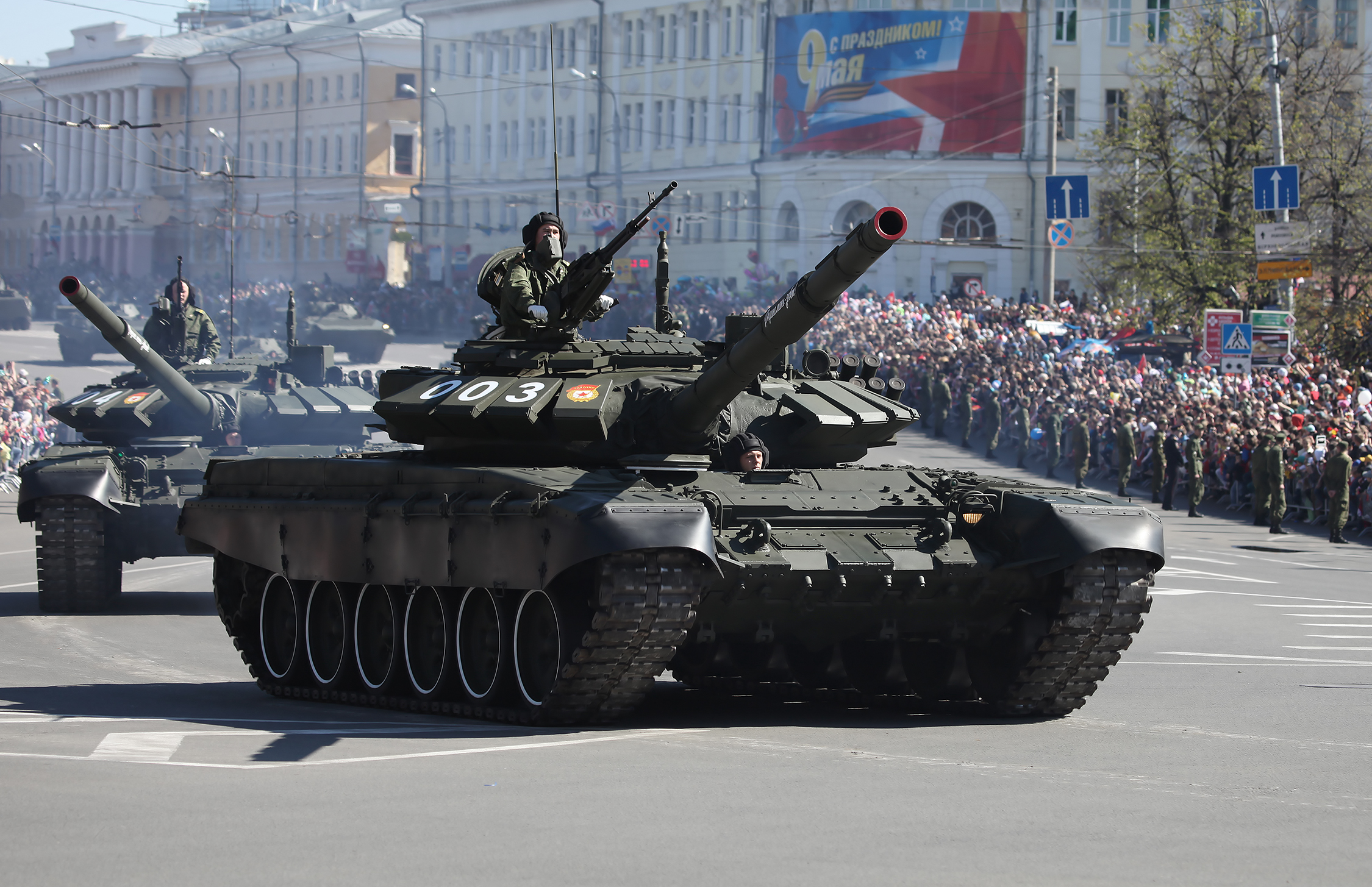
Т-72Б3
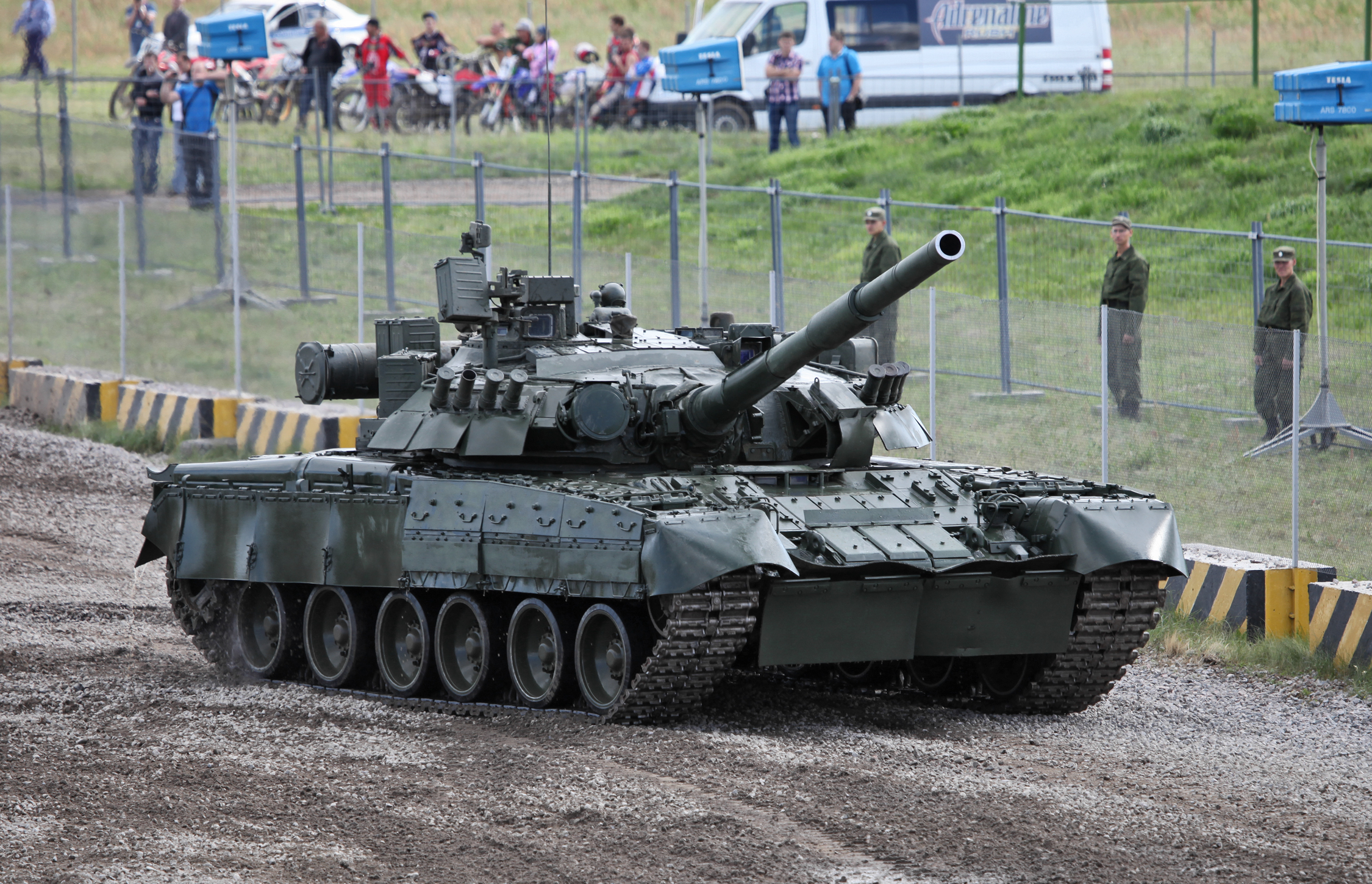
Т-80У
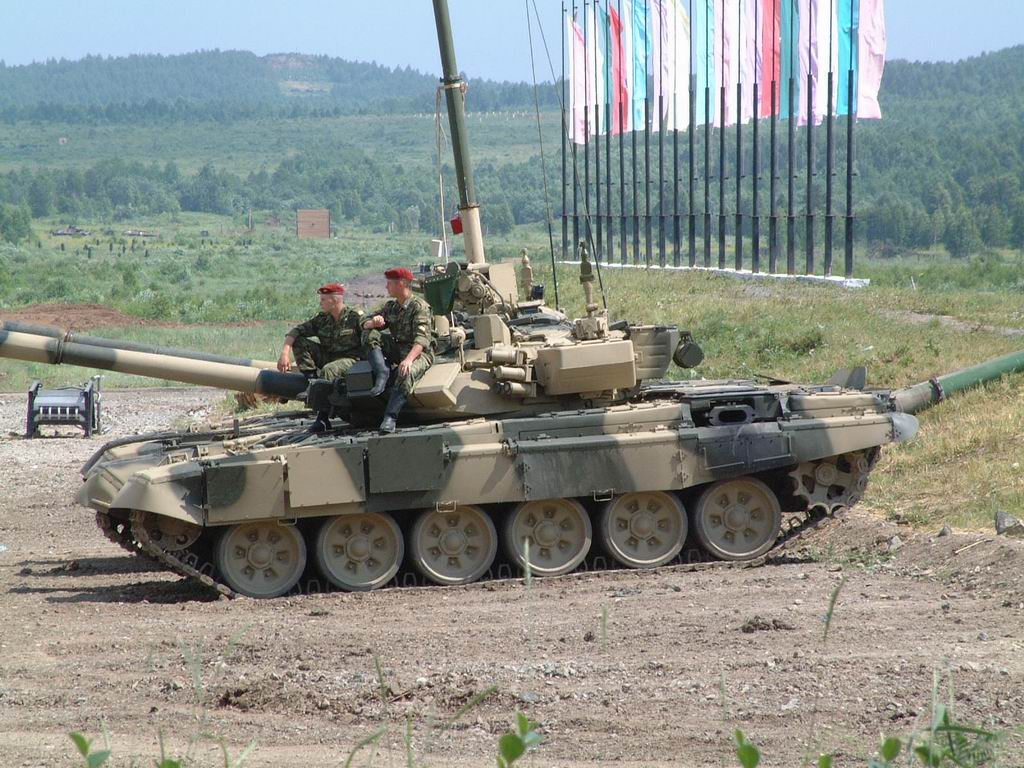
Т-90